# Eusarca mimaria
Eusarca mimaria är en fjärilsart som beskrevs av George Duryea Hulst 1886. Eusarca mimaria ingår i släktet Eusarca och familjen mätare. Inga underarter finns listade i Catalogue of Life.